# Dorperhof
Dorperhof ist ein aus einer Hofschaft hervorgegangener Wohnplatz in der bergischen Großstadt Solingen. Der Ort war im 19. Jahrhundert größte Hofstätte und damit Titularort der Bürgermeisterei bzw. Stadt Dorp, die im Jahre 1889 nach Solingen eingemeindet wurde. Heute ist Dorperhof ein beliebter Wohnstandort am Rande der Wupperberge, der durch mehrere Neubaugebiete in den 2000er Jahren stark gewachsen ist.

## Lage und Beschreibung
Dorperhof befindet sich im nordöstlichen Bereich des Solinger Stadtbezirks Burg/Höhscheid. Der Ort liegt auf dem Höhenzug des Solinger Höhenrückens, auf dem auch die Burger Landstraße verläuft, und die Krahenhöhe und Solingen-Burg miteinander verbindet. Dorperhof liegt dabei östlich der Burger Landstraße, von dem Ort aus fällt das Gelände nach Osten zum Fluss Wupper hin teils steil ab. Es wird in diesem Bereich von der Müngstener Brücke überspannt. Kleinere Gewässer wie der Dorperhofer Siefen, der Dorperhofer Bach, der Buschpötter Bach sowie der Windhagener Bach entwässern die Hochfläche in Richtung der Wupper. Der Ort besteht vorwiegend aus modernen Einfamilienhäusern, historische Bausubstanz ist am Diamentweg sowie der Straße Dorperhof allerdings noch vorhanden.
Benachbarte Orte sind bzw. waren (von Nord nach West): Krahenhöhe, Schaberg, Müngsten, Schaltkotten, die zu Remscheid gehörenden Orte Küppelstein und Westhausen sowie Wiesenkotten, Jagenberg, Steinsiepen, Birken, Bertramsmühle, Dornsiepen, Spielbruch und Wieden.

## Etymologie
Die Ortsbezeichnung Dorp (ursprünglich Darpe) ist nicht von dem Wort Dorf abgeleitet, sondern von dem germanisch-keltischen Ausdruck -apa (= Wasser). Der Ort entstand unter anderem an der Quelle des Dorperhofer Baches.

## Geschichte
Dorp hat seine Ursprünge in Form einer bergischen Hofschaft mindestens im 14. Jahrhundert, erstmals wurde der Ort im Jahre 1312 als Darpe urkundlich erwähnt. Im Zehntverzeichnis der Abtei Altenberg von 1488 wird der Ort als zom Dorph erwähnt.:1 In dem Kartenwerk Topographia Ducatus Montani von Erich Philipp Ploennies, Blatt Amt Solingen, aus dem Jahre 1715 ist der Ort mit drei großen Hofstellen verzeichnet und bereits als Dorp benannt. Der Ort wurde in den Registern der nach ihm benannten Honschaft Dorp geführt. Die Topographische Aufnahme der Rheinlande von 1824 verzeichnet den Ort als Dorp, ebenso wie die Preußische Uraufnahme von 1844, die den Ort bereits mit sehr großem räumlichen Umfang darstellt. In der Topographischen Karte des Regierungsbezirks Düsseldorf von 1871 ist der Ort ebenfalls als Dorp verzeichnet.
Zu Beginn des 19. Jahrhunderts wurde das Rheinland unter französischer Besatzung neu gegliedert, die altbergischen Ämter wurden aufgelöst. Stattdessen wurden mit der Einführung von Mairien (= Bürgermeistereien) Verwaltungseinheiten nach französischem Vorbild geschaffen. Auf dem Gebiet der heutigen Stadt Solingen wurden im Jahre 1808 insgesamt sieben sogenannte Mairien aus der Taufe gehoben, die in den ländlichen Bezirken jeweils nach der größten dortigen Hofstätte benannt wurden. Neben Solingen, Gräfrath, Burg und Wald, die bereits Stadt waren bzw. städtische Strukturen aufwiesen, entstanden so die Mairien Merscheid, Höhscheid und Dorp, die in ihrer äußeren Gestalt eher Landgemeinden waren. Im Jahre 1815 wurde die Mairie Dorp zur Bürgermeisterei Dorp, diese erhielt 1856 das Stadtrecht. Ihr Titular- und Hauptort war die Hofschaft Dorperhof, die in der Flur IV. Dorp lag. 
Die Bürgermeisterei bzw. Stadt Dorp trieb den Ausbau der Chausseen zwischen Solingen und Müngsten 1823/24 sowie zwischen Solingen und Burg 1845/48 voran, wodurch neue Dorper Fabriken und Wohnhäuser bevorzugt in verkehrsgünstiger Lage entlang oder im Umfeld dieser Ausfallstraßen entstanden.:2 Der eher abgelegene Ort Dorperhof wuchs zwar auch, entwickelte aber keinerlei städtische Strukturen, sondern blieb eine Hofschaft. Bauliche Verdichtung erlebten vor allem die Siedlungsbereiche am Südrand zu Solingen, wo in den 1880er Jahren entlang der Rathausstraße auch ein Dorper Stadtzentrum neben dem 1884 errichteten, neuen Rathaus Dorp entwickelt werden sollte. Dazu kam es jedoch nicht mehr: Die Bürgermeisterei beziehungsweise Stadt Dorp wurde nach Beschluss der Dorper Stadtverordneten zum 1. Januar 1889 mit der Stadt Solingen vereinigt. Damit wurde auch Dorperhof ein Ortsteil Solingens. 
Am 14. August 1906 kam es durch einen Wirbelsturm im Bergischen Land auch am Dorperhof zu beträchtlichen Schäden. Im Ort stürzten 10 Gebäude durch die Naturkatastrophe ein, bei 21 weiteren wurde das Dach abgedeckt.
Dorperhof blieb bis weit in die Nachkriegszeit landwirtschaftlich geprägt. Auf einer Freifläche im Süden des Ortes wurde 1947/48 von Mitgliedern des Radsportvereins RC Schwalbe 03 die Radrennbahn Dorperhof angelegt. Bauliche Verdichtung erlebte Dorperhof durch den Neubau von Einfamilienhaussiedlungen in den 2000er und 2010er Jahren an den Straßen Am Mühlenfeld, am Ernst-Walsken-Weg, An der Bienenhalle sowie am Diamantweg. Die Straße An der Bienenhalle ist dabei 2016 nach der 1928 eröffneten Jagenberger Bienenhalle benannt, einem Vereinslokal eines Imkervereins mit angeschlossener Veranstaltungshalle, die 1993 aufgrund von Baufälligkeit abgerissen wurde (siehe auch: Liste der Straßennamen in Solingen).
Die nahegelegene Bushaltestelle der Stadtwerke Solingen an der Burger Landstraße wurde nach dem Wohnplatz Dorperhof benannt. Dort verkehrt die Oberleitungsbuslinie 683.